# Quốc kỳ Andorra

Cờ nhà nước Andorra

Cờ dân sự và cờ hiệu Andorra

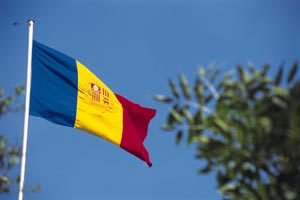
Cờ của Andorra tung bay

Quốc kỳ Andora tiếng Catalan: "bandera d'Andorra") được thông qua năm 1866. Cờ có ba màu đứng: màu xanh biển, vàng, và đỏ với huy hiệu Andorra ở giữa. Mặc dù ba thanh dọc có thể có chiều rộng bằng nhau, thanh màu vàng trung tâm hơi rộng hơn hai thanh còn lại để tỷ lệ thanh rộng là 8: 9: 8. Tỷ lệ cờ chung là 7:10.
Thiết kế này liên quan đến cờ của Pháp, Catalonia và Foix, những vùng đất có liên quan đến lịch sử với nước nhỏ. Một lá cờ của ba thanh tương tự như của quốc kỳ Pháp, trong khi mô hình của một đường viền giữa rộng hơn có thể được lưu ý trên cờ Catalan (như là biểu tượng hoàng gia cũ của Vương quốc của Aragon và trên cánh tay của Hạt Foix cũ (hiện là một phần của Pháp). Màu xanh lá cây và đỏ của lá cờ Andorran cũng được tìm thấy trên lá cờ của Pháp, với màu đỏ và màu vàng cũng là màu sắc chính của màu sắc của hai lá cờ khác. Từ năm 1806 đến năm 1866, lá cờ của Andorra là một lá cờ ba màu thẳng đứng vàng và màu đỏ. Phương châm trong bộ cánh tay ở giữa sọc "Virtus Unita Fortior" có nghĩa là "Đức hạnh đoàn kết mạnh mẽ hơn".
Thiết kế cũng tương tự như cờ của România, Moldova và Tchad. Tất cả đều là các màu lam, màu vàng và đỏ, nhưng không giống như Andorra, cờ của họ có tất cả các sọc có chiều rộng bằng nhau.

## Varasemad lipud

1806–1866
1934